# Wayne Snyman
Wayne Snyman (* 8. März 1985 in Welkom) ist ein südafrikanischer Geher.

## Leben
Wayne Snyman besuchte die Goudveld High School in der südafrikanischen Provinz Freistaat. Nach dem Abschluss nahm er ein Bachelorstudium in den Fächern Bewegungswissenschaften und Sportwissenschaften auf, das er erfolgreich abschloss.

## Sportliche Laufbahn
Wayne Snyman nahm 2005 zum ersten Mal an den Südafrikanischen Meisterschaften im 20-km-Gehwettkampf teil und gewann auf Anhieb die Silbermedaille. Im Jahr darauf gewann er Bronze und war im August für die Afrikameisterschaften auf Mauritius qualifiziert, bei denen er das Ziel allerdings nicht erreichte. Das nächste Mal trat er erst wieder 2009 in Wettkämpfen als Geher an und wurde im März erstmals Südafrikanischer Meister. Vier weitere nationale Titel konnte er zwischen 2017 und 2021 gewinnen. 2012 steigerte er seine Bestzeit über 20 km auf 1:26:08 h und 2013 nochmal auf 1:25:10 h. Damit war er für die Universiade qualifiziert, zu der er im Juli in Kasan an den Start ging, ohne den Wettkampf beenden zu können. 2015 steigerte sich Snyman auf eine Zeit von 1:23:42 h. Im September nahm er zum ersten Mal an den Afrikaspielen und konnte in Brazzaville die Bronzemedaille im Wettkampf über 20 km gewinnen. 2016 gelang es ihm, sich abermals, bis auf 1:20:46 h, zu steigern. Damit war er für die Olympischen Sommerspiele in Rio de Janeiro qualifiziert. Zuvor trat er in seiner Heimat bei den Afrikameisterschaften an und verpasste als Vierter nur knapp die Medaillenränge. Im August trat er dann in Rio de Janeiro über 20 km an, wobei er sein schlechtestes Saisonergebnis erreichte und schließlich nicht über den 58. Platz hinauskam.
2018 trat Snyman im April bei den Commonwealth Games in Australien an und belegte über 20 km den 14. Platz. Anfang August nahm er in Nigeria zum dritten Mal an den Afrikameisterschaften teil und belegte diesmal den fünften Platz. 2019 stellte er im April seine persönliche Bestzeit von 1:20:17 h auf. Ende August nahm er in Marokko zum zweiten Mal an den Afrikaspielen teil und gewann dabei erneut die Bronzemedaille. Darüber hinaus war er zum ersten Mal für die Weltmeisterschaften qualifiziert. Anfang Oktober trat er in Doha an und belegte bei seinem WM-Debüt den 38. Platz. 2021 erfüllte er Anfang April mit einer Zeit von 1:20:59 h die Qualifikationsnorm für die Olympischen Sommerspiele in Tokio. Dort ging er Anfang August an den Start und erreichte mit dem 20. Platz sein bestes Ergebnis bei Olympischen Spielen. 2022 trat Snyman zunächst im Juni bei den Afrikameisterschaften auf Mauritius an, wobei er mit der Silbermedaille seine ersten Medaille bei den Kontinentalmeisterschaften gewinnen konnte. Einen Monat später bestritt er die 20 km bei den Weltmeisterschaften in den USA. Bei seiner zweiten WM-Teilnahme nach 2019, erreichte er mit Platz 12 sein bestes Ergebnis. Eine Woche später ging er auch über, die erstmals bei einer WM ausgetragene 35-km-Distanz. In 2:31:15 h belegte er den 20. Platz, die seitdem der Afrikarekord über diese Distanz sind.
2023 trat Snyman in Budapest bei den Leichtathletik-Weltmeisterschaften über 35 km an. Den Wettkampf beendete er auf dem 21. Platz.

## Wichtige Wettbewerbe
| Jahr                  | Veranstaltung           | Ort                   | Platz                 | Disziplin             | Zeit                  |
| Startet für Südafrika | Startet für Südafrika   | Startet für Südafrika | Startet für Südafrika | Startet für Südafrika | Startet für Südafrika |
| --------------------- | ----------------------- | --------------------- | --------------------- | --------------------- | --------------------- |
| 2006                  | Afrikameisterschaften   | Bambous               |                       | 20 km Gehen           | DNF                   |
| 2013                  | Universiade             | Moskau                |                       | 20 km Gehen           | DNF                   |
| 2015                  | Afrikaspiele            | Brazzaville           | 3.                    | 20 km Gehen           | 1:27:32 h             |
| 2016                  | Afrikameisterschaften   | Durban                | 4.                    | 20 km Gehen           | 1:22:20 h             |
| 2016                  | Olympische Sommerspiele | Rio de Janeiro        | 58.                   | 20 km Gehen           | 1:29:20 h             |
| 2018                  | Commonwealth Games      | Gold Coast            | 14.                   | 20 km Gehen           | 1:28:09 h             |
| 2018                  | Afrikameisterschaften   | Asaba                 | 5.                    | 20 km Gehen           | 1:28:16 h             |
| 2019                  | Afrikaspiele            | Rabat                 | 3.                    | 20 km Gehen           | 1:23:38 h             |
| 2019                  | Weltmeisterschaften     | Rabat                 | 38.                   | 20 km Gehen           | 1:43:57 h             |
| 2021                  | Olympische Spiele       | Tokio                 | 20.                   | 20 km Gehen           | 1:24:33 h             |
| 2022                  | Afrikameisterschaften   | Port Louis            | 2.                    | 20 km Gehen           | 1:22:05 h             |
| 2022                  | Weltmeisterschaften     | Eugene                | 12.                   | 20 km Gehen           | 1:21:23 h             |
| 2022                  | Weltmeisterschaften     | Eugene                | 20.                   | 35 km Gehen           | 2:31:15 h             |
| 2023                  | Weltmeisterschaften     | Budapest              | 21.                   | 35 km Gehen           | 2:35:13 h             |

## Persönliche Bestleistungen
- 5 km Gehen: 19:42,70 min, 11. Juni 2016, Pretoria
- 10.000 m Bahngehen: 41:41,60 min, 18. März 2017, Pretoria
- 20 km Gehen: 1:20:17 h, 6. April 2019, Poděbrady
- 35 km Gehen: 2:31:15 h, 24. Juli 2022, Eugene, (Afrikarekord)

## Sonstiges
Wayne Snyman wird inzwischen von Robert Heffernan, dem Weltmeister im 50-km-Gehen von 2013, trainiert. Bevor er sich voll und ganz auf seine Leichtathletikkarriere konzentrierte, arbeitete er als Lehrer. Snyman ist verheiratet.